# 三瓶政一
三瓶 政一（さんぺい せいいち、1957年 - ）は、日本の通信工学者。大阪大学名誉教授、日本学術会議会員。専門はワイヤレス通信、信号処理。

## 人物・経歴
1980年3月東京工業大学（現東京科学大学）工学部電気・電子工学科卒業。1982年3月に同大学大学院総合理工学研究科物理情報工学専攻修士課程修了。同4月、郵政省電波研究所入所。1988年4月、同研究所の改組に伴い通信総合研究所に異動。1991年8月から1992年7月にかけて、カリフォルニア大学デービス校に客員研究員として滞在した。1991年4月、東京工業大学より工学博士の学位を取得。1993年4月、大阪大学工学部電気電子情報通信工学科助教授に転任。2004年6月、大阪大学大学院工学研究科教授に昇任。2023年3月に退職後、大阪大学名誉教授の称号を受け、東京都市大学大学院総合理工学研究科特任教授も務めた。
この間、2007年9月より電子情報通信学会フェロー、2007年1月よりIEEEフェロー。2011年1月から2015年12月まで総務省情報通信審議会専門委員、2015年1月より同委員会委員を務めている。2017年10月から2019年5月まで日本学術会議連携会員、2019年5月より日本学術会議会員。また、2013年5月から2014年4月まで電子情報通信学会関西支部長、2014年5月から2016年4月まで同会編集理事、2007年5月から2009年4月まで映像情報メディア学会副会長、2011年5月から2013年4月まで同会監事を務めた。2014年9月より第5世代モバイル推進フォーラム（5GMF）技術委員会委員長、2019年9月より同フォーラム地域利用推進委員会委員長を務めている。

## 受賞
- 1986年：電子情報通信学会 篠原記念学術奨励賞[1]
- 1987年：科学技術庁注目発明選定証[1]
- 1991年：科学技術庁注目発明選定証[1]
- 1992年：第7回電気通信普及財団テレコムシステム技術賞[1]
- 2001年：電子情報通信学会業績賞[1]
- 2004年：ドコモ・モバイル・サイエンス賞「先端技術部門 優秀賞」[1]
- 2005年：近畿総合通信局長表彰[1]
- 2008年：電子情報通信学会ソフトウェア無線研究会技術特別賞[1]
- 2009年：第24回電気通信普及財団賞（テレコムシステム技術賞）[1]
- 2009年：エリクソン・テレコミュニケーション・アワード 2009[1]
- 2009年：電子情報通信学会通信ソサイエティ Best Paper Award[1]
- 2010年：電子情報通信学会通信ソサイエティ Best Paper Award[1]
- 2015年：電子情報通信学会 論文賞[1]
- 2015年：志田林三郎賞[1]
- 2018年：電子情報通信学会 通信ソサイエティ Best Paper Award[1]
- 2019年：電波の日「総務大臣表彰」[1]
- 2019年：電子情報通信学会 通信ソサイエティ Best Paper Award[1]
- 2020年：電子情報通信学会 通信ソサイエティ Best Paper Award[1]
- 他、多数

## 著作
- 三瓶政一『ディジタルワイヤレス伝送技術 : 基礎からシステム設計まで』ピアソン・エデュケーション、2002年9月1日。ISBN 4-89471-560-0。
- バァナード・スカラー『ディジタル通信 : 基本と応用』森永規彦、三瓶政一（監訳）橋本有平、吉識知明（訳）、ピアソン・エデュケーション、2006年5月1日。ISBN 4-89471-664-X。
- 電子情報通信学会 編『無線分散ネットワーク』三瓶政一、阪口啓（監修）、電子情報通信学会、2011年3月1日。ISBN 978-4-88552-252-9。
- 三瓶政一 編著『ワイヤレス通信工学』オーム社〈OHM大学テキスト〉、2014年3月25日。ISBN 978-4-274-21479-0。
- 『5Gビジネス見るだけノート : 次の10年を決める「ビジネス教養」がゼロからわかる!』三瓶政一（監修）、宝島社〈見るだけノートシリーズ〉、2020年1月17日。ISBN 978-4-299-00167-2。
- 三瓶政一『Beyond 5Gに伴うイノベーションへの対応』国際電気通信基礎技術研究所、2023年7月。ISBN 978-4-910510-96-5。